# Omineus caeruleus
Omineus caeruleus es una especie de coleóptero de la familia Mycteridae.

## Distribución geográfica
Habita en Perak (Malasia).